# Bruchidius plagiatus
Bruchidius plagiatus là một loài bọ cánh cứng trong họ Bruchidae. Loài này được Reiche & Saulcy miêu tả khoa học năm 1857.